# John Barry (Marineoffizier)

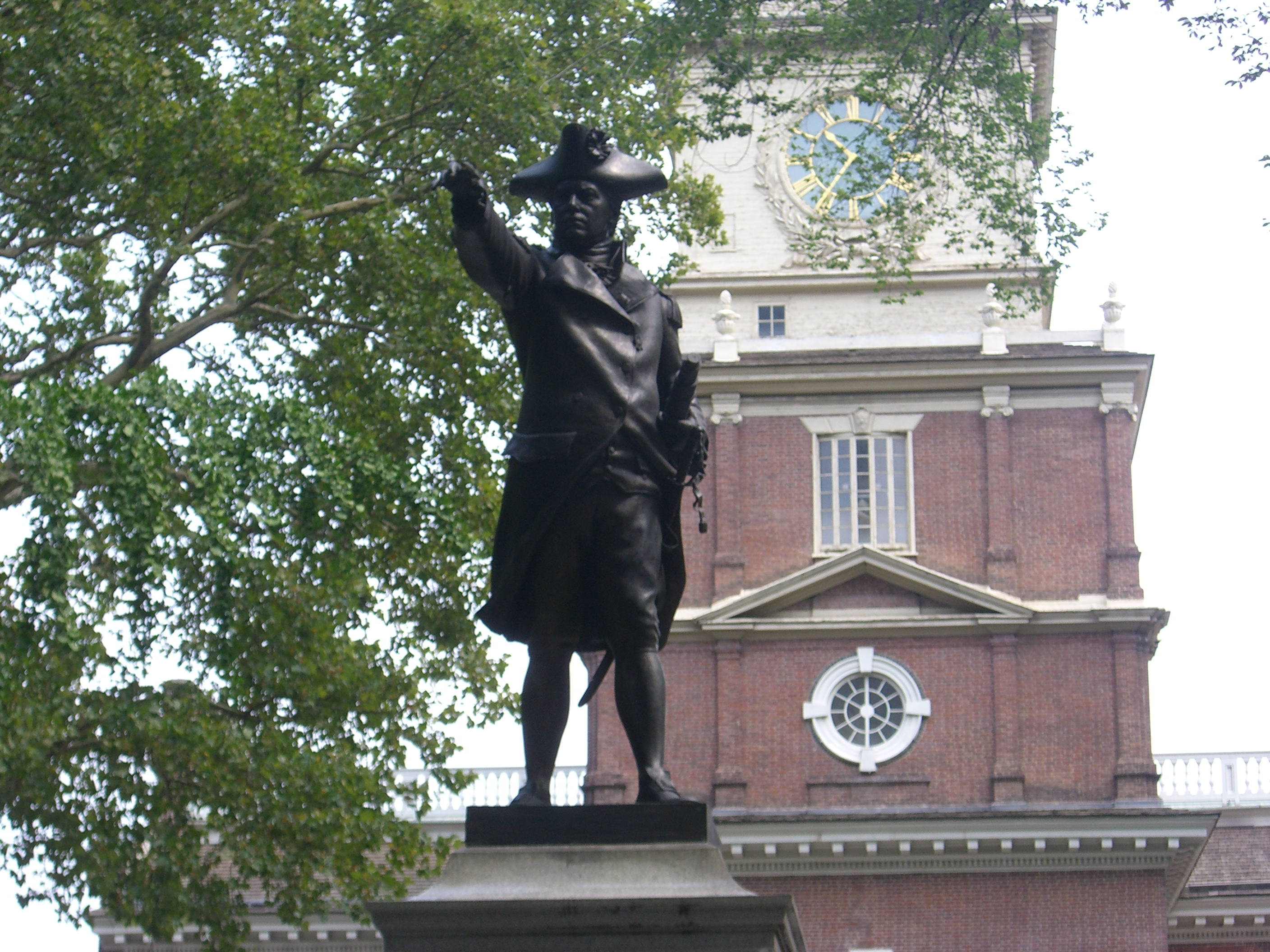
John Barry, Statue vor der Independence Hall in Philadelphia

John Barry (* 25. März 1745 im County Wexford, Irland; † 13. September 1803 in Philadelphia) war ein irisch-amerikanischer Marineoffizier der Kontinentalarmee und später der United States Navy. Oft wird er als Vater der amerikanischen Marine bezeichnet für seine Funktion als erster Oberbefehlshaber der United States Navy.

## Jugendjahre
Barry wurde in Ballysampson auf der Our Lady’s Island im südlichsten Teil Irlands geboren. Seine Eltern waren arme Bauern, die von den englischen Landbesitzern vertrieben wurden und in Rosslare ansiedelten. Die anti-britische Gesinnung von Barry wurde bereits in seiner Jugend geschürt, als er von dem Englischen Massaker im County Wexford im Jahre 1649 erfuhr, das dreitausend Iren das Leben kostete.

## Erste Seefahrtsjahre
Barry fuhr bereits in der Jugend mit seinem Onkel Nicholas Barry auf einem Fischerboot zur See. Später arbeitete er sich in der Handelsschifffahrt vom Kabinenjunge bis zum Matrosen hoch. Sein erstes Kommando hatte Barry auf dem Schoner Barbadoes, der auf einer Route zwischen Philadelphia und den Westindischen Inseln segelte. Philadelphia war damals eine aufstrebende Hafenstadt. Die religiöse Freiheit Pennsylvanias erlaubte Berry seinen römisch-katholischen Glauben zu leben. Barry war ein zuverlässiger Kapitän, dem bald größere Schiffe anvertraut wurden. Das letzte Schiff, das Barry vor der Revolution für die Handelsmarine führte, war das 200-Tonnen-Schiff Black Prince im Besitz von Robert Morris, ein Teilhaber von Willing, Morris and Cadwalader, dem wichtigsten Handelshaus in Philadelphia zu dieser Zeit.

## Unabhängigkeitskrieg
Mit Ausbruch des Unabhängigkeitskrieges wurde Barry beauftragt, die Ausrüstung der ersten Schiffe der Kontinentalmarine in Philadelphia zu überwachen. Nach Abschluss dieser Arbeiten wurde Barry am 14. März 1776 zum Marine-Kapitän befördert und auf der Brigantine Lexington eingesetzt, mit der er sein erstes Seegefecht gegen den britischen Sloop Edward gewann.
Ende 1776 wechselte Barry auf das 32-Kanonen-Fregatte Effingham. Er widerstand dem Versuch britisch gesinnter Kräfte, ihn gegen Schmiergeld von der Kontinentalmarine abzuwerben. Beim britischen Angriff auf Philadelphia war Barry gezwungen, die Effingham zu versenken. Barry kämpfte mit kleinen Schiffen weiter und zerstörte alle Heuvorräte im Gebiet der Delaware-Mündung, um zu verhindern, dass sie der britischen Kavallerie in die Hände fallen.
1778 übernahm Barry das Kommando der 32-Kanonen-Fregatte Raleigh. Mit ihr wurde er im September desselben Jahres kurz nach dem Auslaufen aus Philadelphia in ein britisches Seegefecht verwickelt. Barry gelang die Flucht nach Norden, doch konnte er in den ihm unbekannten Klippen bei Maine nirgends sicher anlegen. Auf der Wooden Ball Island gelang es ihm, mit zwei Drittel der Mannschaft das Schiff zu verlassen. Die Zerstörung des Schiffes wurde durch einen desertierenden Midshipman englischer Abstammung verhindert.
1781 war Barry mit der 36-Kanonen-Fregatte Alliance in ein Seegefecht mit britischen Schiffen vor Neufundland verwickelt, in dem er verwundet wurde, das er aber trotzdem gewann.
Das letzte Seegefecht der Kontinentalmarine im Unabhängigkeitskrieg führte Barry auf der Alliance vor Cape Canaveral. Es gelang ihm die eskortierte Duc de Lauzun gegen die britische Fregatte Sybil zu verteidigen, so dass sie mit der Fracht von 72.000 spanischen Silberdollar entkommen konnte.

## Jahre nach dem Unabhängigkeitskrieg
Nach dem Unabhängigkeitskrieg wurde die Kontinentalmarine aufgelöst. Barry fuhr 1787 bis 1789 für die Handelsmarine mit dem Handelsschiff Asia in den Orient und nach China, von wo er Porzellan und Elfenbein zurückbrachte, dass sich gut an die luxushungrige Bevölkerung von Philadelphia der Nachkriegsjahre verkaufen ließ.
Auf Grund der zunehmenden Spannungen mit Frankreich in den 1790er Jahren baute George Washington die Marine wieder auf. Barry wurde am 4. Juni 1794 vom US-Kongress zum ersten Oberbefehlshaber der US Navy befördert. Er überwachte den Bau der ersten Schiffe für die US Navy, darunter auch sein Flaggschiff, die United States. Barry führte die Flotte der Navy im amerikanisch-französischen Quasi-Krieg. Der Abschluss der Laufbahn war die Position als Leiter des Marinestützpunkt auf Guadeloupe von 1798 bis 1801. In dieser Zeit regte er auch die Schaffung eines vom United States Department of War unabhängigen United States Department of the Navy an sowie die Schaffung von staatlichen Marine-Werften.

## Privatleben
Barry war zweimal verheiratet. Seine erste Frau Mary Clary (oder Cleary) verstarb 1774, als Barry auf See war. Seine zweite Frau Sally Austin heiratete er 1777. Barry hatte keine eigenen Kinder, zog aber die Söhne seiner verstorbenen Schwester Eleanor auf. Barry verstarb 1803 an Asthma.